# San Martín del Pimpollar
San Martín del Pimpollar é um município da Espanha na província de Ávila, comunidade autónoma de Castela e Leão, de área 45,64 km² com população de 259 habitantes (2007) e densidade populacional de 6,16 hab/km².

## Demografia
| Variação demográfica do município entre 1991 e 2004 | Variação demográfica do município entre 1991 e 2004 | Variação demográfica do município entre 1991 e 2004 | Variação demográfica do município entre 1991 e 2004 |
| --------------------------------------------------- | --------------------------------------------------- | --------------------------------------------------- | --------------------------------------------------- |
| 1991                                                | 1996                                                | 2001                                                | 2004                                                |
| 348                                                 | 356                                                 | 301                                                 | 282                                                 |